# 차와랏 찬위라꿀
차와랏 찬위라꿀(태국어: ชวรัตน์ ชาญวีรกูล, 1936년 6월 7일~)은 태국의 정치인이다. 그는 2008년 태국 정치 위기의 결과로 태국의 총리 대행을 지냈다.

## 교육
차와랏은 1966년 탐마삿 대학교를 경제학 학위로 졸업했다.

## 정치 경력
여러 해 동안 공공 부문에서 일한 후, 그는 1994년 재무부 차관으로 정부에 들어갔고, 그의 임기는 1997년까지 계속되었다. 2008년 그는 공공보건부 장관으로 정부에 다시 합류했고 후에 태국의 부총리로 임명되었다.
2008년 12월 2일 헌법재판소는 인민권력당과 다른 연합정당들의 해산을 명령하고 동시에 그들의 최고 지도자들을 금지시켰다. 현 총리 솜차이 웡사왓은 다른 내각 의원들과 함께 해임되었다. 그러나 차와랏은 당 간부가 아닌 유일한 내각 고위 인사였으며 따라서 유일한 후보였다. 태국 하원은 그를 새 총리로 확정해야 하거나, 새로운 정치 집단은 새 지도자를 뽑고 그의 이름을 제출해야 한다. 그의 임시 총리 지명의 적법성에 대한 질문이 (심지어 간병인 자격으로) 상원에 의해 헌법재판소에 제출되기도 했다. 2007년 태국 헌법에 총리가 하원의원이어야 한다고 명시돼 있기 때문이다. 차와랏은 하원의원이 아니었다. 차와랏은 2008년 12월 15일에 아피싯 웨차치와로 대체되었다. 그는 2011년 총선에서 패배할 때까지 아파싯 내각에서 태국 내무부 장관으로 임명되었다. 2009년 2월 14일, 차와랏은 2012년 9월 4일까지 태국 긍지당 소속으로 활동했으며, 아들 아누틴 찬위라꿀이 그 뒤를 이었다.